# 仲量联行
仲量聯行（英語：Jones Lang LaSalle, Inc.，：JLL）是一家房地產服務和投資管理公司，為财富世界500强企业，截至2020年6月30日，仲量联行业务遍及全球80多个国家，员工总数超过93,000人，2019财政年度收入达180亿美元。

## 历史
由1783年创办于英国的仲量行（Jones Lang Wootton）公司与1968年诞生于美国的领盛投资管理（LaSalle Partners）公司合并而成。
仲量聯行名列《财富》美国500強企業，業務遍及全球80個國家，擁有逾280個分公司，員工總數約60,000人。2015年度業務營收達52億美元，總收入60億美元。2015年仲量聯行代表客戶管理和提供外包服務的物業總面積逾40億平方英尺（約3.72億平方米），並協助客戶完成了價值1,380億美元的物業出售、併購和融資交易。仲量聯行旗下的投資管理業務分支“領盛投資管理（LaSalle Investment Management）”資產總值達591億美元。
仲量聯行在亞太地區開展業務超過50年，目前在亞太地區16個國家中擁有92個分公司，員工總數超過33,000人。

## 子公司
- 仲量聯行企業評估及咨詢有限公司
- 領盛投資管理
- 惠信物業管理有限公司

## 竞争对手
- 高力国际（Colliers International）
- 世邦魏理仕（CB Richard Ellis）
- 第一太平戴维斯（Savills）
- 瑞普萊坊（Knight Frank）
- 戴德梁行（Cushman & Wakefield）